# سکه

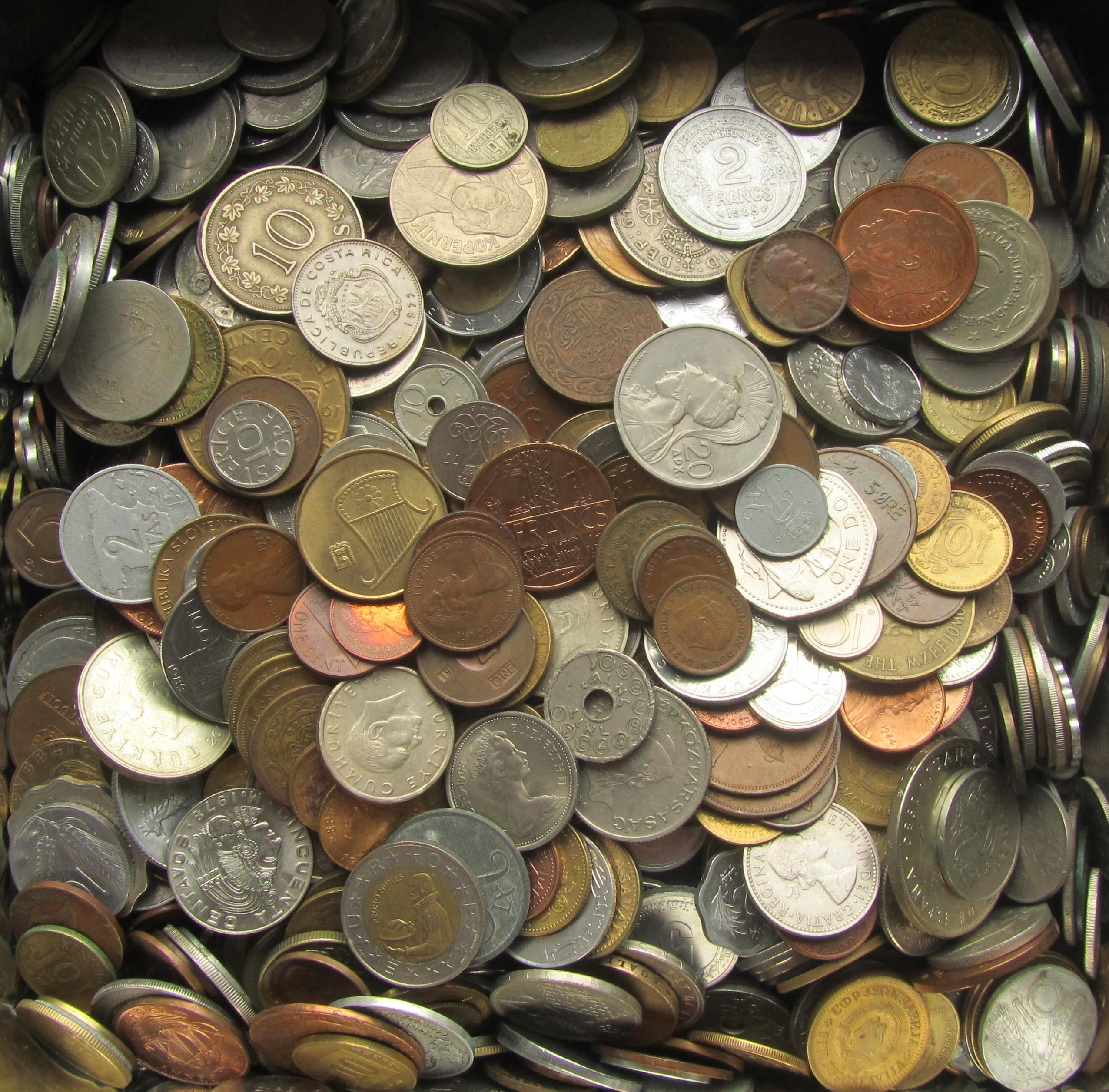
مجموعه‌ای از سکه‌های فلزی

سکه یک تکهٔ کوچک از فلز، معمولاً دایره‌شکل و تخت، معتبرشده توسط یک دولت برای استفاده در داد و ستد اقتصادیِ یک جامعه است. جنس فلز سکه در گذشته از طلا، نقره و مس بود، اما امروزه بیشتر از ترکیبات نیکل استفاده می‌شود. کاربرد طلا و نقره امروزه بیشتر در ضرب سکه‌های یادبود است.
ضرابخانه در زبان ایتالیایی زِکَه Zecca (zéc·ca) است. به اسپانیایی و آراگونی سِکَه Ceca، و در کاتالانی Seca نوشته و خوانده میشود. سکه واژه‌ای پارسی برابر عملة در زبان عربی است.

## تاریخچه پول فلزی و سکه

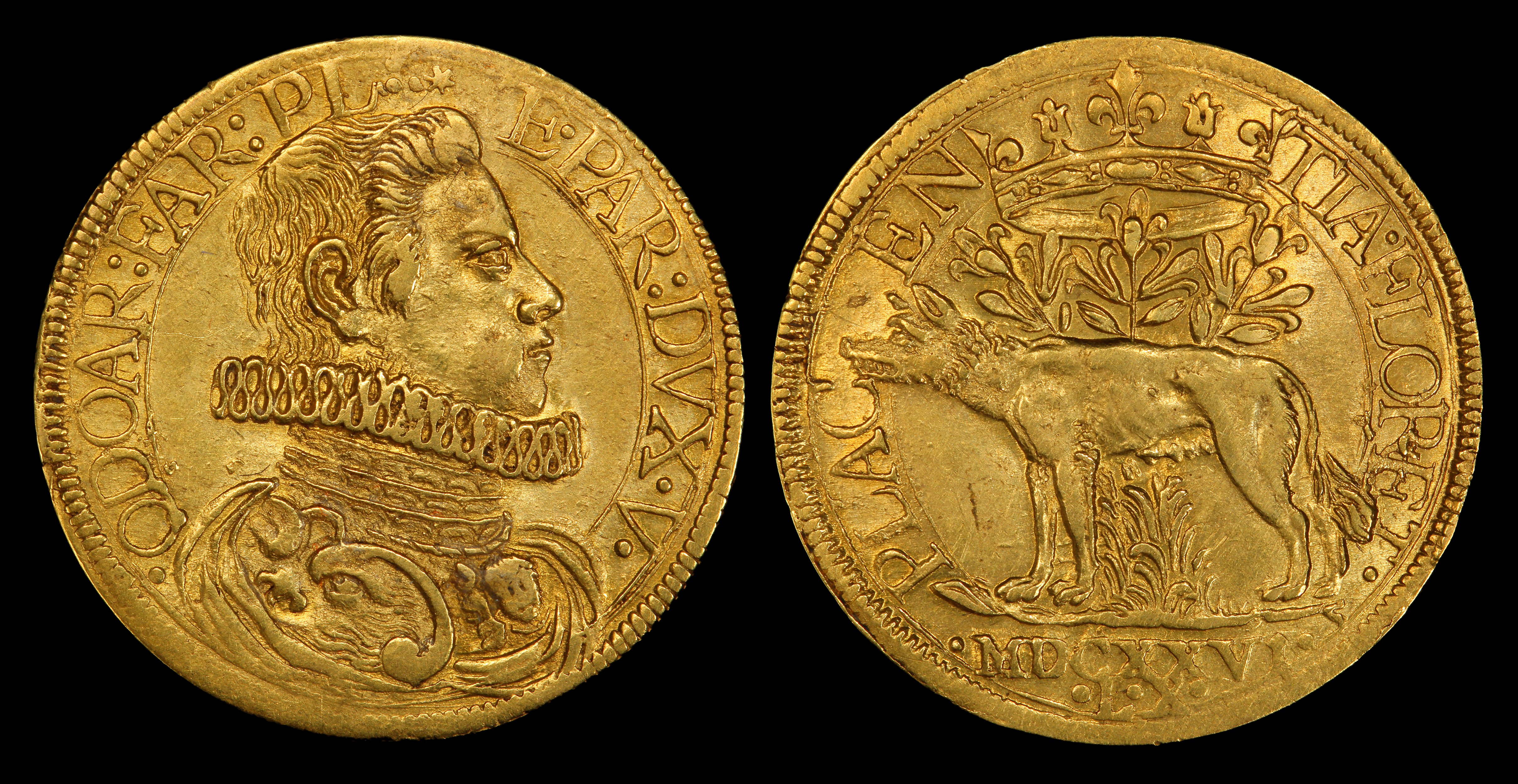
نگاره‌ای از پشت و روی یک سکهٔ طلای ۲۲ عیاری دوبلون ضرب‌شده در ایتالیا.

اولین پول فلزی کشف شده در جهان در موهنجودارو (در پاکستان فعلی) مربوط به تمدن دره سند به دست آمده‌است که حدود ۵۰۰۰ سال پیش تهیه شده‌است. همچنین در جنوب بین‌النهرین حلقه‌های متعلق به ۴۰۰۰ سال پیش در کشفیات باستان‌شناسی فرانسویان به‌دست آمده‌است؛ کهن‌ترین سکه به شکل امروزی یافت شده در جهان متعلق به سناخریب پادشاه آشور است که حدود ۲۷۰۰ سال پیش تهیه شده‌است. در همین حدود (۲۷۰۰–۲۶۰۰ سال پیش) در لیدیه (واقع در ترکیه کنونی) سکه‌های از جنس الکتروم ضرب شد. سکه‌های که شاهنشاه لیدیه رواج داد بنابر نام شاهنشاه یعنی کرزوس به کرزویید (کرزوسی) معروف گشت. بعد از فتح لیدیه توسط کورش بزرگ شاه پارس این سکه‌ها در ایران آن زمان (۲۵۵۰ سال پیش) رواج یافت. در زمان داریوش بزرگ وی سکه‌های دریک طلا و سیگل یا شِکِل نقره ضرب کرد.

## سکه‌های یادبود

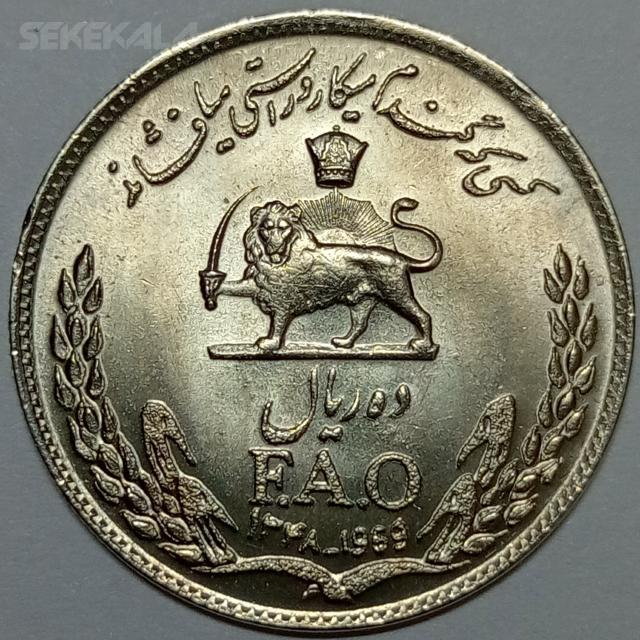
سکه 10 ریال محمد رضا شاه پهلوی یادبود فائو ضرب سال 1347[https://sekekala.com

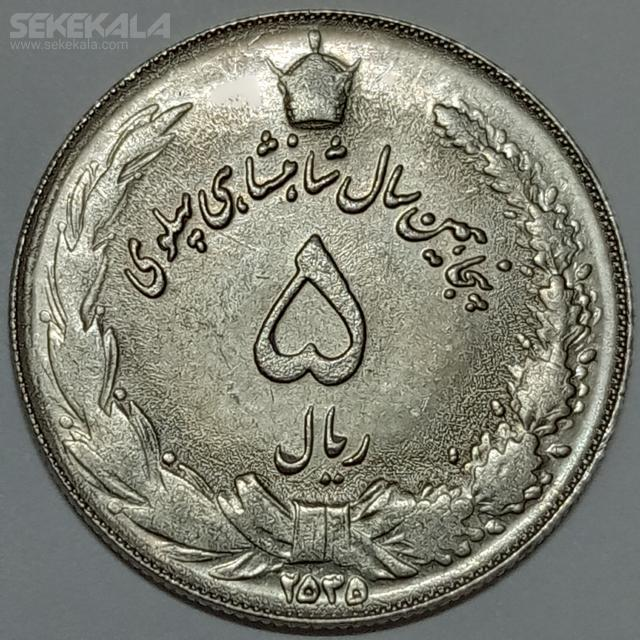
سکه 5 ریال محمدرضاشاه پهلوی ضرب سال 1355 (یادبود پنجاهمین سال سلطنت پهلوی)[https://sekekala.com منبع تصویر

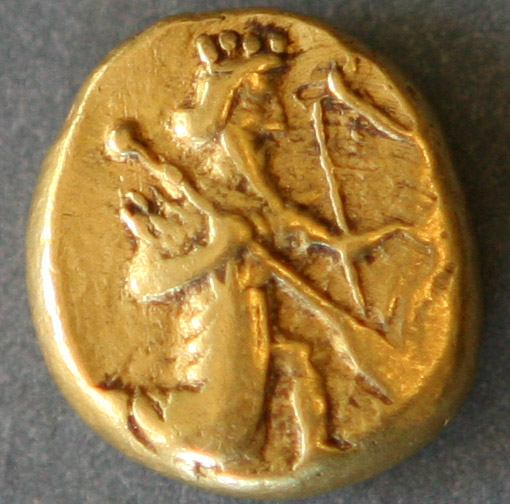
سکهٔ هخامنشی، ۴۲۰ پیش از میلاد

سکه‌های یادبود سکه‌هایی هستند که در مناسبت‌های مذهبی و سیاسی خاص یا در گرامی‌داشت چهره‌های علمی و فرهنگی هر کشور ضرب می‌شوند. سکه‌های یادبود می‌توانند در قالب سکه‌های رایج کشور یا به صورت سکه‌های نقره و طلای یادبود که در گردش نیستند باشد.
سکه یک ریالی (FAO) در سال‌های ۱۳۵۰ و ۱۳۵۱ و ۱۳۵۲ و ۱۳۵۳.

سکه ده ریالی (FAO) سال ۱۳۴۸.

سکه‌های ۱ و۲ و۵ و ۱۰ و ۲۰ ریالی پنجاهمین سال سلطنت پهلوی ۱۳۵۵. (روی سکه‌ها تاریخ ۲۵۳۵ شاهنشاهی ضرب شده‌است).

سکه ۲۰ ریالی بازی‌های آسیایی تهران ۱۳۵۳.

سکه ۲۰ ریالی (FAO) سال ۱۳۵۶ و ۱۳۵۷.

سکه ۲۰ ریالی یادبود پنجاهمین سالگرد تأسیس بانک ملی ایران (شهریور ۱۳۵۷).
سکه های یادبود بسیار مورد توجه مجموعه داران سکه قرار می گیرند ، که امروزه در وبسایت های فروش سکه های کلکسیونی آنها را با قیمت های مختلف تهیه می کنند 

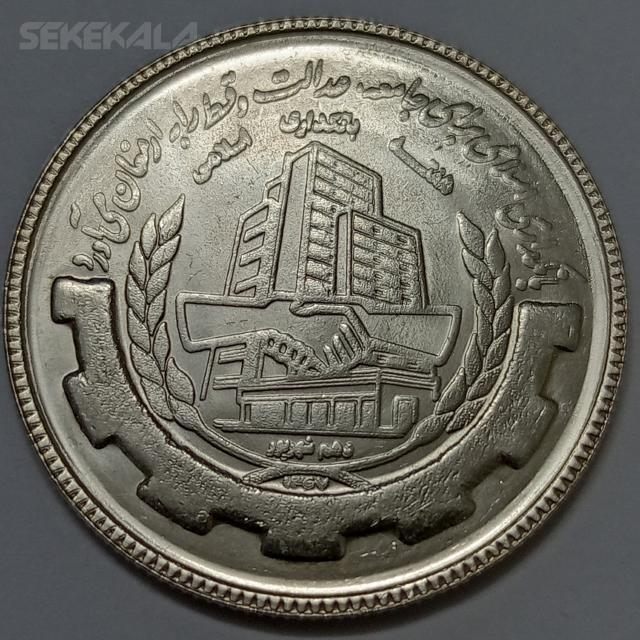
سکه 20 ریال جمهوری اسلامی ایران 1367 یادبود هفته بانکداری اسلامی [https://sekekala.com منبع تصویر

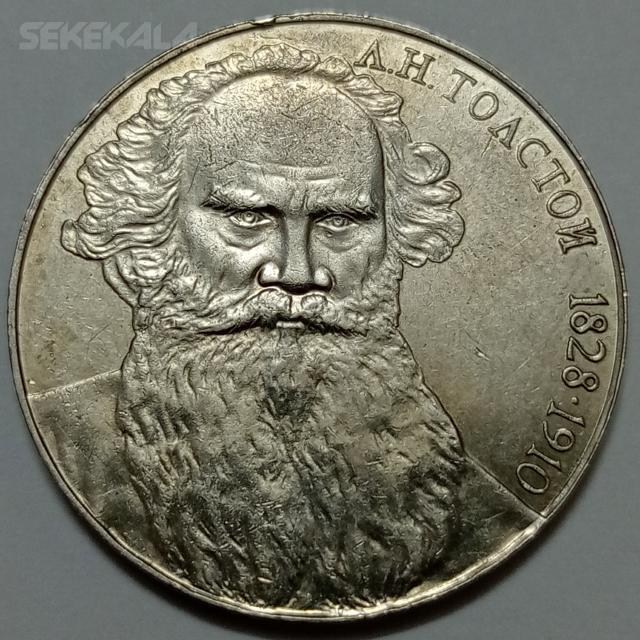
سکه 1 روبل روسیه (اتحاد جماهیر شوروی) یادبود صد و شصتمین سالگرد تولد لئو تولستوی 1988منبع تصویر [https://sekekala.com

مثلا می توان به وبسایت هایی همانند سکه کالا که در زمینه فروش اقلام کلکسیونی فعالیت دارد اشاره کرد

## نگارخانه

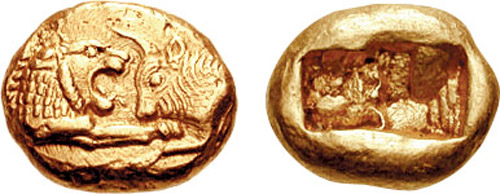
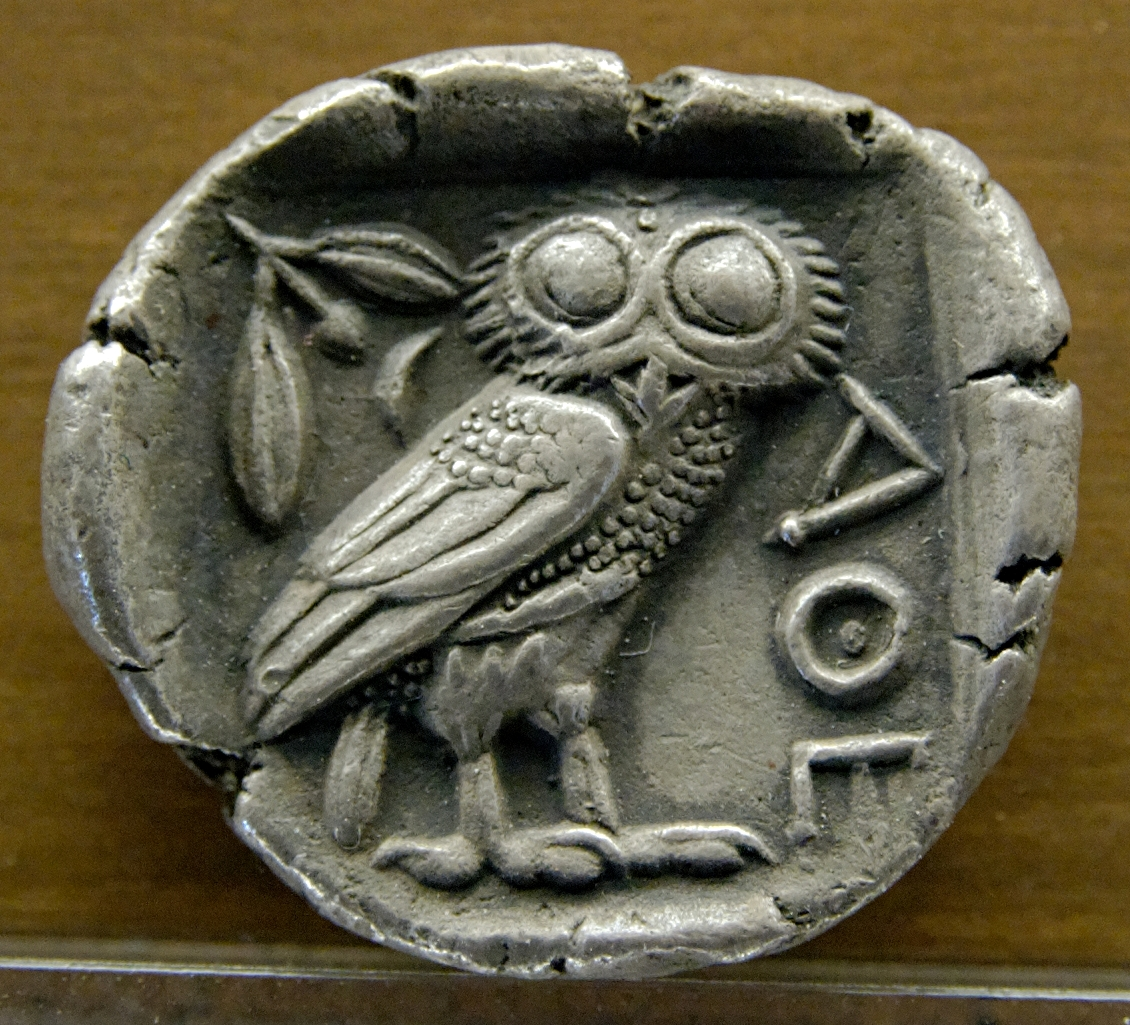
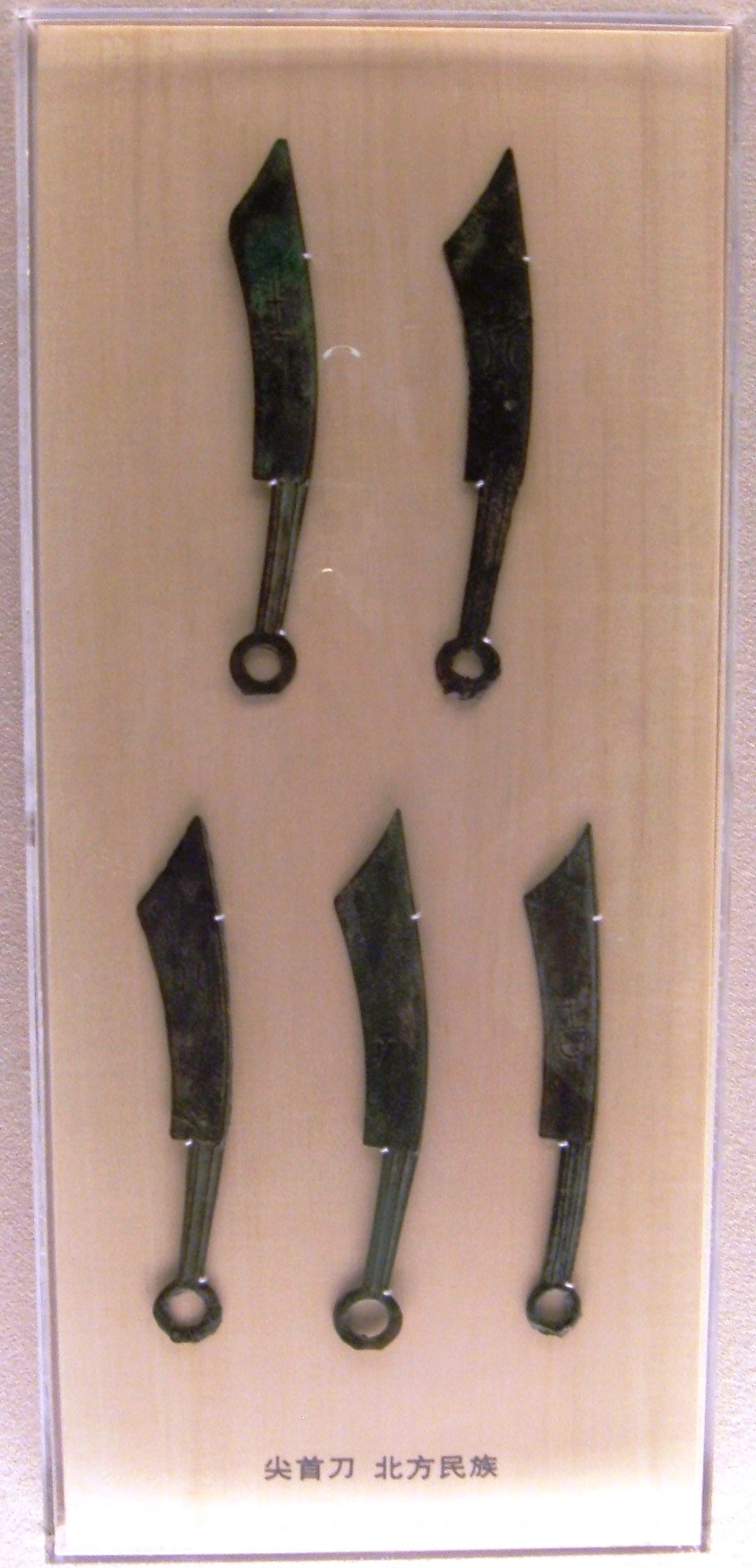
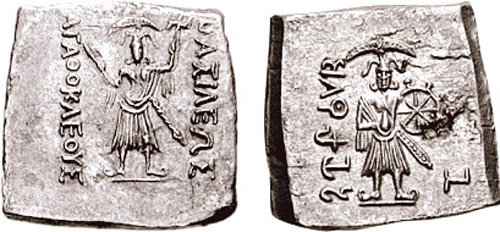
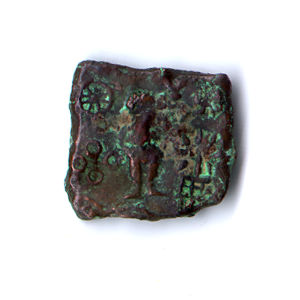
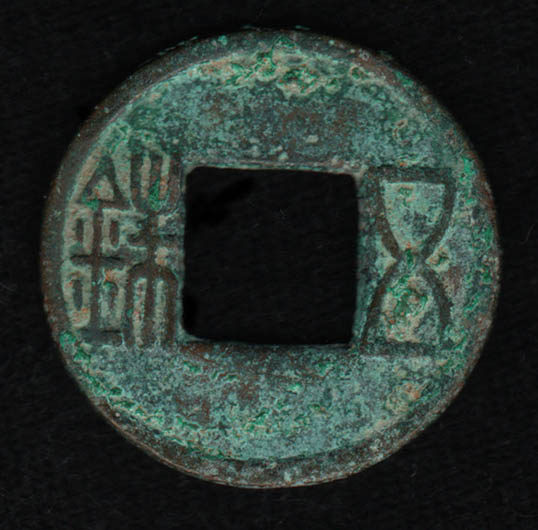
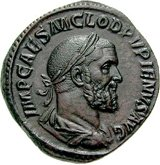
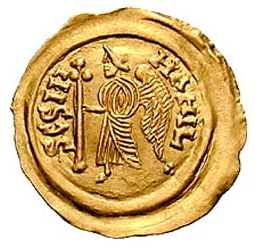
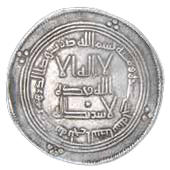
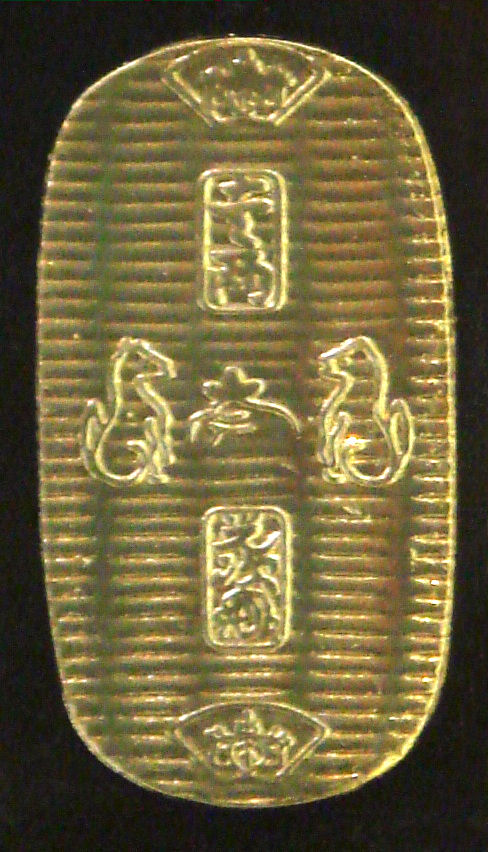
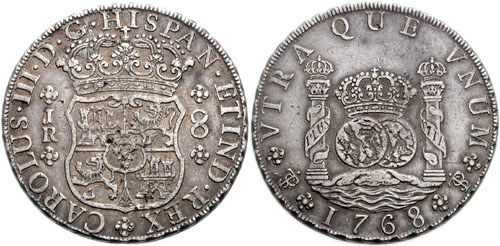
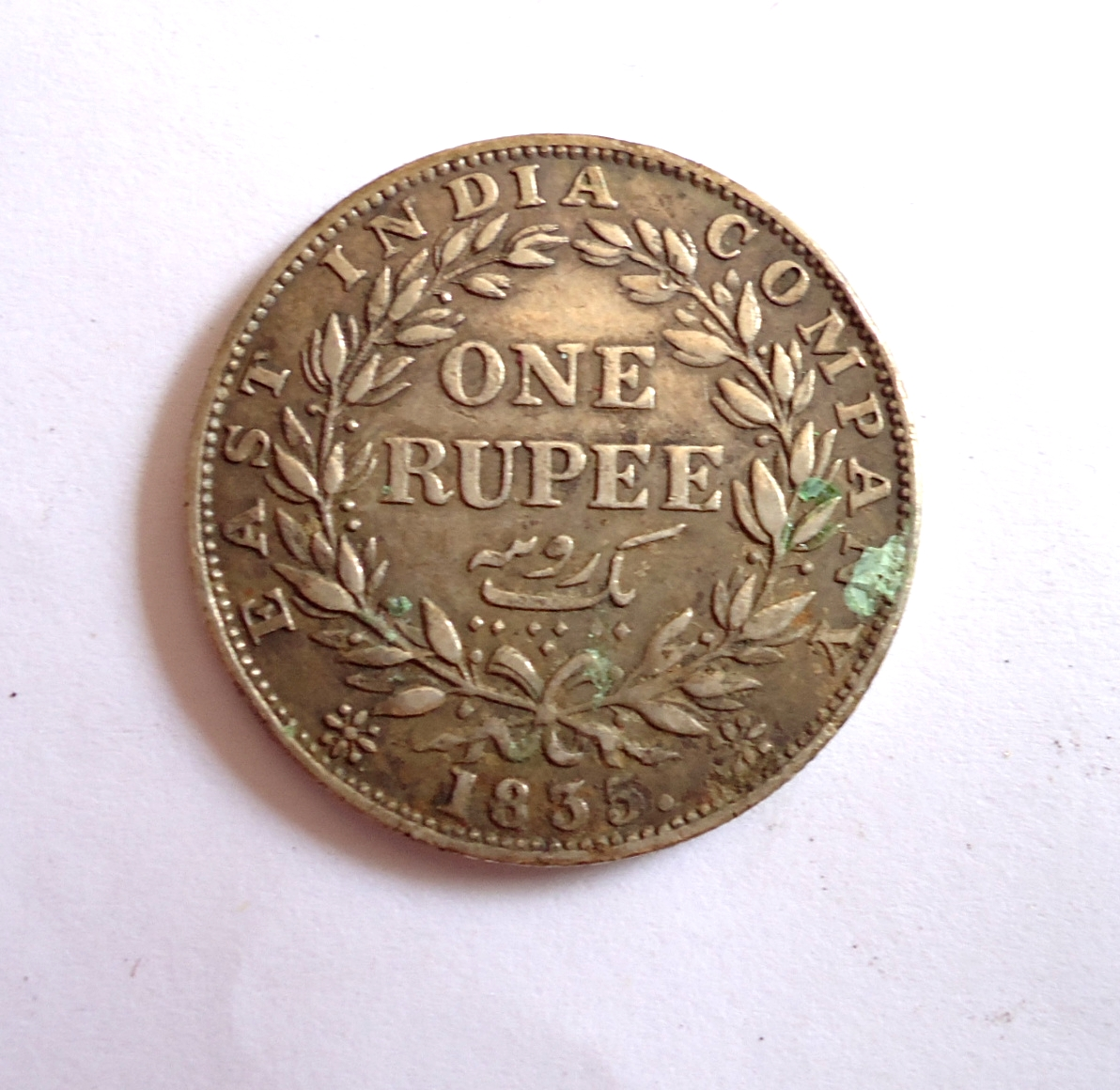